# 청초중단
청초중단(靑綃中單)은 조선 말기 백관이 조복의 받침옷으로 입었던 것이다.

## 개요
청초중단은 조선시대에 문무백관이 조복을 갖추어 입을 때 적초의 안에 받쳐 입었던 옷으로, 조복 제도는 태종16년(1416)에 관복색을 설치하며 만들었고 이후 『경국대전』에서 보완되었으며 약간의 변화는 있었지만 갑오경장 이후 구한말까지 유지되었다. 조복은 금칠한 양관(梁冠)과 적초의(赤綃衣), 적초상(赤綃裳), 중단(中單), 대대(大帶), 혁대(革帶), 폐슬(蔽膝), 후수(後綬), 패옥(佩玉), 말(襪), 혜(鞋), 홀(笏)로 구성된다. 품계에 따라 양관의 량의 수, 허리띠와 홀의 재료, 후수의 문양, 패옥의 색상 등을 달리 하였다. 『경국대전』 의장조(儀章條)에 의하면 조복의 중단은 백색 초로 만든 백초중단(白綃中單)이나, 실제 조선 말기 조복 일습으로는 바탕색이 청색으로 바뀐 청초중단(靑綃中單)이 다수 전해진다.
이 유물은 1979년 중요민속자료로 지정할 때 ‘전 고종 주 학창의’라는 명칭으로 등재하였으나 2006년 ‘청초중단’으로 명칭을 변경하였다. 지정 당시 보고서를 보면 의복의 구조가 창의(氅衣)에 검은 선을 두른 학창의(鶴氅衣)와 같고, 구입 당시 창덕궁에 소장되었던 유물이라 전해졌기 때문에 ‘전 고종 주 학창의’라는 명칭을 붙인 것으로 추정된다. 그러나 가슴과 등에 상(裳)을 연결할 수 있는 홍색 고리가 있는 것을 보아 조복의 받침옷으로 입었던 것이 확실하다. 따라서 이 유물은 고종이 착용한 것으로 볼 수 없으며, 조선 말기에 조복의 받침옷으로 적초의 안에 입었던 청초중단으로 볼 수 있다. 중요민속자료 제62호인 적초의와 함께 조복으로 착용했을 것으로도 추정하고 있다. 이 옷은 남색의 고운 명주(細紬)로 만들었으며 가장자리에 둘러진 흑색 선이 있고 흰 비단으로 동정을 달았다. 옷고름은 98cm이며 소매 너비 역시 50cm 정도로 조선 말기 의복의 특징을 잘 보여준다.
1979년 1월 23일 대한민국의 중요민속자료로 지정되었다.

## 참고 자료
- 청초중단 - 국가유산청 국가유산포털
- 본 문서에는 서울특별시에서 지식공유 프로젝트를 통해 퍼블릭 도메인으로 공개한 저작물을 기초로 작성된 내용이 포함되어 있습니다.